# 无玷始胎堂 (圣克鲁斯-德特内里费)

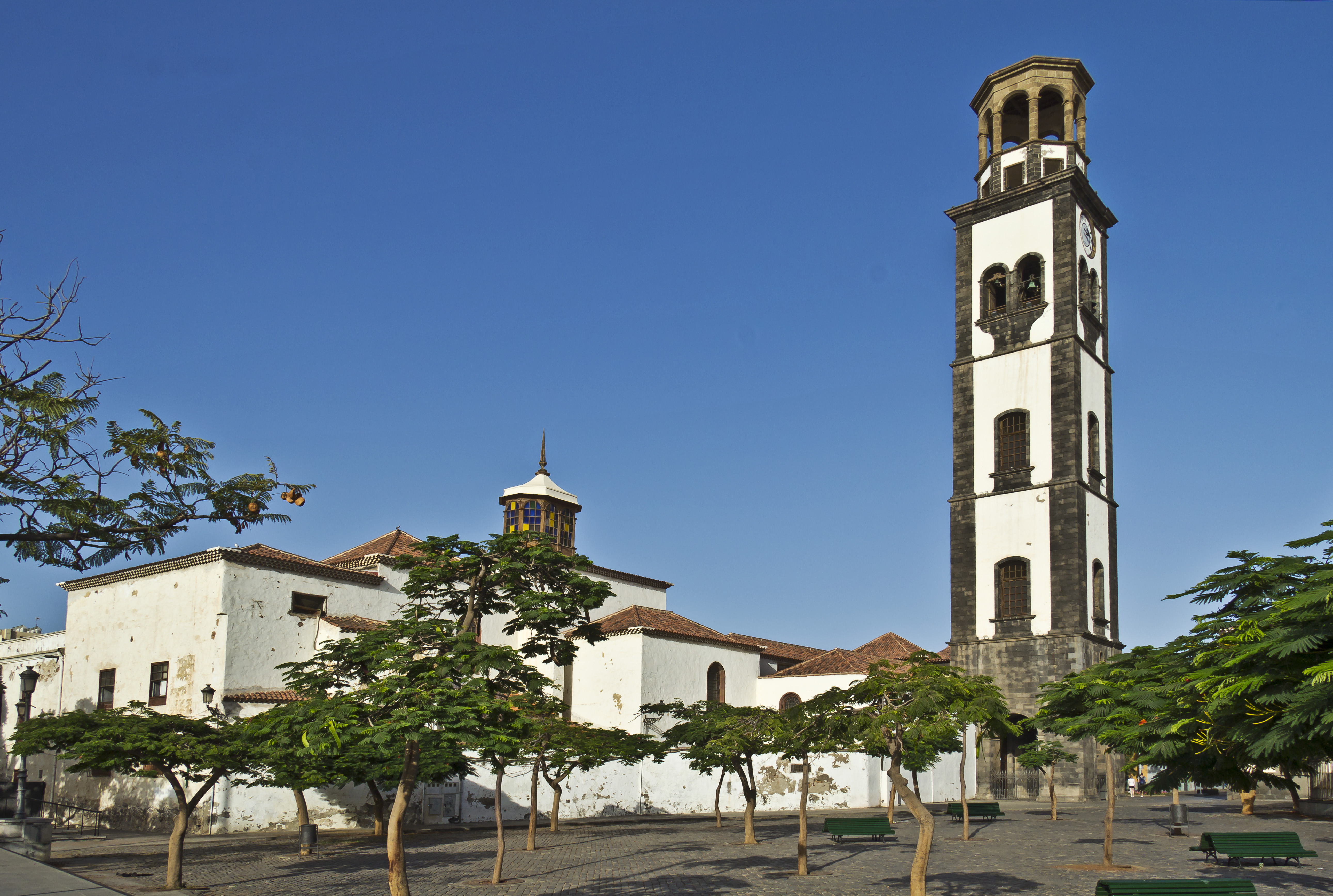
无玷始胎堂

无玷始胎堂（西班牙語：Iglesia-Parroquia Matriz de Nuestra Señora de La Concepción）是位於圣克鲁斯-德特内里费的天主教堂。它是加那利群島唯一有五個身廊的教堂。此教堂是在西班牙征服者原始建造的教堂的基礎上建立的。     